# Арсеній Іващенко (єпископ)
Арсе́ній Іва́щенко (в миру Антоній; січень 1831, село Шамівка, Олександрійський повіт, Херсонська губернія, Російська імперія, нині — Дмитрівка, Знам'янського району, Кіровоградськкої області, Україна — 18 лютого 1903, Новгород, Російська імперія) — викладач Волинської духовної семінарії, інспектор Одеського духовного училища, християнський письменник, агіограф, історик, візантиніст, єпископ Відомства православного сповідання Російської імперії.

## Біографія
Антоній Іващенко народився в родині православного священика в січні 1831 в селі Шамівка, Олександрійський повіт, Херсонська губернія, Російська імперія, нині — Дмитрівка, Знам'янського району, Кіровоградськкої області, Україна. Спочатку, з 1843 року навчався в духовній семінарії Херсона, потім в 1849 році вступив до Київської духовної академії (КДА).
5 липня 1853 року Антон Іващенко був пострижений у ченці під ім'ям Арсеній.
21 липня 1853 року Арсеній був висвячений у сан ієродиякона, а 16 серпня того-ж року в сан ієромонаха. 7 жовтня призначений інспектором Одеського духовного училища.
14 червня 1854 переміщений на посаду викладача до Волинської духовної семінарії.
24 березня 1859 переміщений викладачем до Воронезької духовної семінарії.
У 1863 році призначений інспектором тієї ж семінарії з возведенням в сан ігумена.
У 1868 році призначений ректором Полоцької духовної семінарії з возведенням в сан архімандрита.
У 1872 році був призначений членом Комітету духовної цензури в столиці Російської імперії, Санкт-Петербурзі.
У 1886 році призначений настоятелем Московського ставропігійного Заіконоспаського монастиря. Це призначення було успішно використане ним для вивчення грецьких рукописів Московської Синодальної бібліотеки.
З 2 грудня 1889 року — член Московської Синодальної Контори.
30 травня 1893 року в Ісаакієвському соборі Санкт-Петербурга архімандрит Арсеній був хіротонізований на єпископа Каширського, вікарія Тульської єпархії.
З 18 грудня 1893 року призначений єпископом Кирилівським, вікарієм Новгородської єпархії.
Літературні праці отця Арсенія досить численні і головним чином присвячені історії православної церкви на Близькому Сході і на берегах Середземного моря. Багато з них друкувалися в духовних журналах, «Журналі міністерства народної освіти» і «Київській старині».
У 1869-1871 році були надруковані два видання під назвою «Літопис церковних подій», які представляли собою огляд усіх видатних подій церковної історії, починаючи від Різдва Христового до 1879 року (у другому виданні). Для складання її автор користувався матеріалами не тільки друкованими, а й рукописними, що зберігаються в архіві Святійшого Синоду.
Єпископ Арсеній також був почесним членом Казанської духовної академії (1897).
Про його освіченість зустрічається наступний красномовний відгук у пресі:
|  | «... Він зробив з історії церкви стільки, що його праць досить було б для наукової репутації двадцяти єпископам...» |

```
                                      Нова Енциклопедія Слів Брокгауза. Том III, с. 728.
```

Помер 18 лютого 1903 року в Новгороді.

### Переклади
- Климент Александрийский, свт. Строматы. Кн. 1 // Воронежские ЕВ. Приб. 1866—1868;
- Климент Александрийский, Увещательное слово к язычникам // Там же. 1868. № 9-13;
- Михаил Пселл. Похвальное слово св. Симеону Метафрасту // Там же. Приб. 1869. № 5. С. 100—111;
- Марк Евгеник, архиеп. Эфесский. Ответ царю Иоанну Палеологу на его недоумения касательно нравственной немощи человека // Странник. 1872. № 7. Отд. 1. С. 32-50;
- Геннадий (Георгий) Схоларий, Патр. Константинопольский. Книга о едином в Троице Боге нашем и Творце всего существующего // Там же. 1873. № 5. Отд. 1. С. 112—136;
- Феофан Керамевс, архиеп. Таорминский. 3 беседы на воскресные евангелия // Там же. 1884. Т. 2. № 5. С. 3-23; № 6. С. 161—181; № 7. С. 459—473;
- Феофан Керамевс, Беседы на 11 воскресных евангелий. М., 1886.